# Ferdinand Rahles
Ferdinand Rahles   (Hamburg, 1800 - Londres, 19 de març de 1878), fou un compositor i escriptor alemany.
Va ser director d'una societat coral i professor de piano a Coblença, i després es traslladà Anglaterra, establint-se en la capital del Regne Unit com a professor de cant i col·laborador del Musical World.
Va compondre cors a 4 veus i lieder amb acompanyament de piano.